# Kirchdorf an der Amper
Kirchdorf an der Amper är en kommun och ort i Landkreis Freising i Regierungsbezirk Oberbayern i förbundslandet Bayern i Tyskland.